# James Trimble (homme politique canadien)
Pour les articles homonymes, voir James Trimble et Trimble.
James Trimble (c. 1817-1er janvier 1885) est un homme politique canadien de la Colombie-Britannique. Il est député provincial indépendant de la circonscription britanno-colombienne de Victoria City de 1871 à 1878.
Il est également maire de la ville de Victoria de 1868 à 1870.

## Biographie
Né dans le comté de Tyrone en Irlande du Nord, Trimble est chirurgien dans l'Armée britannique jusqu'en 1849. Il part ensuite en Californie avant de s'établir à Victoria et sert comme superviseur médical du Royal Hospital.
À l'Assemblée législative de la Colombie-Britannique, il sert comme président de 1872 à 1878.